# Detektor fazy
Detektor fazy – układ wytwarzający na wyjściu napięcie proporcjonalne do różnicy faz dwóch wejściowych przebiegów okresowych lub quasi-okresowych. Detektorem fazy może być układ mnożący. Jest jednym z niezbędnych elementów zawartych w układach pętli synchronizacji fazowej PLL.
Detektor fazy ma duże zastosowanie m.in. w systemach radarowych, demodulatorach czy układach telekomunikacyjnych.